# Chalcophaps
Chalcophaps es un género de aves columbiformes de la familia Columbidae conocidas vulgarmente como palomitas esmeraldas.

## Especies
Se reconocen las siguientes especies:
- Chalcophaps indica
- Chalcophaps stephani
- Chalcophaps longirostris